# Унгулиградно кретање
Унгулиградно кретање је кретање копнених кичмењака при коме се животиње на тло ослањају врховима прстију (јастучићима) и делимично канџама (ноктима). Стопало ових животиња назива се унгулиградно стопало.
Познате животиње које се крећу унгулиградно су папкари и копитари.

## Упореди
- плантиградно кретање
- дигитиградно кретање